# Son musical
Pour les articles homonymes, voir Son.
Un son musical est un son utilisé pour la production de musique.
« On chercherait en vain une définition du son musical dans les traités actuels de musique ou de musicologie ». On considère généralement qu'un son musical est celui qui correspond de façon adéquate à une note de musique, si l'on veut bien considérer la partition comme une représentation de la musique et non comme un simple guide pour l'exécuter. Pour satisfaire à cette définition, le son musical doit avoir une hauteur fixe, une intensité et une durée, et son timbre, qui regroupe certaines propriétés harmoniques et d'enveloppe sonore, lui donne un caractère reconnaissable.

## Une abstraction utile
La plupart des sons entendus dans la musique échappent à cette définition, due à Helmholtz et diffusée en France dans la Théorie de la Musique (1878) d’Adolphe Danhauser qui fait encore référence. En premier lieu, les sons des percussions n'ont pas de hauteur. La durée des sons impulsionnels des instruments à cordes pincées ou frappées est difficile à définir. En analysant par des moyens électroniques la production des musiciens, on se rend compte que l'interprétation éloigne les instruments d'une hauteur fixe. Les musiciens enrichissent le son de leur instrument de vibrato et de tremolo. On constate que la note juste diffère selon que le mouvement est ascendant ou descendant, et selon la place qu'elle occupe dans l'harmonie, que sa hauteur varie pendant l'attaque sans pour autant sonner faux, et que les variations de timbre et de hauteur font partie de l'expression.
Le son musical défini par des paramètres simples apparaît donc comme une abstraction utile à l'acoustique musicale et à la psychoacoustique, plus que comme un phénomène réel.

## L'écoute du son musical
Du point de vue de sa perception, le son musical se caractérise principalement par la situation d'écoute musicale, qui dirige l'attention de l'auditeur vers des caractères particuliers. Schaeffer distingue plusieurs types d'écoute musicale, selon que l'auditeur veut identifier l'instrument qui a produit le son, suivre la structure de la musique, etc.. Castellengo distingue dans l'écoute musicale celle qui privilégie la matière sonore, sa dynamique, sa mise en place dans l'espace, de celle qui se concentre sur l'expression musicale, et peut se concentrer encore, selon l'orientation de l'auditeur, sur la justesse, sur le phrasé, sur la précision rythmique.  Husserl fait remarquer que l'écoute d'un son musical est largement faite d'attente. Un son musical a une forme capable de provoquer des anticipations que l'auditeur va classer dans le champ de la musique.
L'écoute musicale, marquée par la culture de l'auditeur, c'est-à-dire, dans ce cas, par les musiques qu'il a accoutumé d'entendre, va ainsi rendre plus attentif à la structure mélodique, à la justesse, au rythme, à l'harmonie, où à tout autre caractère jugé important dans cette culture. Cette écoute va aussi éliminer sinon de la conscience, du moins de la scène sonore, les sons non musicaux, rejetés comme simples perturbations dans la mesure où l'auditeur parvient à les distinguer de la musique.

## Classes de sons musicaux
L'étude acoustique de la production des sons musicaux et l'analyse de leur perception amènent à en distinguer deux classes :
- ceux produits par une excitation initiale, percussions, instruments à cordes pincées ou frappées ;
- ceux produits par un apport continu d'énergie, voix humaine, instruments à vent ou à cordes frottées.

Les sons musicaux produits par synthèse électronique pourraient échapper à ces classes, mais celles-ci dirigent suffisamment la compréhension de la musique pour que les sons nouveaux sortent difficilement de l'aire de la musique expérimentale.